# ビタミンコネクション
『ビタミンコネクション』（Vitamin Connection）は、アメリカのゲーム開発会社WayForward Technologiesが開発・発売したNintendo Switch用ゲームソフト。
プレイヤーは、ビタボーイとミナガールが乗り込む小さなカプセル型の船を操作し、2人が身を寄せるサブレ家の人々の体内などを探索して細菌モンスターたちと戦いながら様々な問題事を解決していく。

## システム
プレイヤーが操作するカプセル船のアクションとして、周囲360度で方向を定めて発射する「ビタミンビーム」、船の回転、周囲のものをつかむ「鉤爪ハンド」がある。ビームの使用時は画面上のゲージが減少していき通常は少しずつ自然回復するが、ゲージが尽きた状態では数秒間回復せずビームの威力が弱まる。本作は1人プレイと2人プレイに対応しているが、2人プレイの場合は船の操作を2人で協力して行うことになり、1プレイヤーは船の移動・ビタミンビームの発射・鉤爪ハンドを伸ばす動作を、2プレイヤーは船の回転、ビタミンビームの角度調整、鉤爪ハンドでつかむ動作を担当する。
舞台となる各ステージには「重要生命ポイント」と呼ばれる場所が数か所あり、ここで課されるサブゲーム（後述）をクリアした後にスタート地点に戻ればステージクリアとなる。ステージ各所には「イオンスター」というアイテムが配置されており、これらを全て取得してクリアすると、通常ステージとは別のボーナスステージが開放される。

## サブゲーム
本編でプレイしたサブゲームは、メニュー画面から選択し個別にプレイできる。
ワイヤーコースター
両端に球体のついた棒状の船をレール上で移動させゴール地点を目指す。球体がレールに触れると経過時間が余分に加算される。
盆踊り
BGMのリズムに合わせ、画面に表示されるアイコン通りの操作を行う。アイコンは、上下の移動および拍手（ボタン押下）の3種が画面左に、コントローラの左右傾けおよび水平に戻す動作の3種が画面右に表示される。
2人プレイ時は左のアイコンを1プレイヤーが、右のアイコンを2プレイヤーが担当する。
フィーバーキャッチ / フィーバーキャッチ GOLD
船に装着されマジックハンドのような挙動で動く機体を操作しフィールド上の塊を取得していく。敵に当たると経過時間が余分に加算される。
2人プレイ時は、2プレイヤーがJoy-Con(R)（Nintendo Switch用の2本のコントローラ「Joy-Con」の右）に搭載のモーションIRカメラに手を近づけたり遠ざけたりすることでマジックハンド部分を伸縮させる。
ダッシュで脱出せよ！ / ダッシュで脱出せよ！ 2 / ダッシュで脱出せよ！ WINTER MIX
特殊な形をした船を操作して通路が狭い迷宮を進みゴール地点を目指す。船体が壁や障害物にぶつかると時間が余分に加算される。
おくすりボール大会
エアホッケーに似た内容で、対戦者が左右のエリアに分かれ、船を移動させてボールにぶつけ相手ゴールに入れれば点数が入る。制限時間内に多く得点した側の勝利となる。
ラブテスター
コントローラを一定時間握った後に「愛情度」が表示される。判定基準は不明。
リミックス Rx
盆踊り、フィーバーキャッチ、ダッシュで脱出せよ！の高難易度バージョンを収録。
本編ステージを全てクリアした後にプレイ可能となる。

## 主な登場キャラクター
以下のサブレ家以外のキャラクターは、人間の体内に存在できるほどサイズが小さい。
ビタボーイ (Vita-Boy) / ミナガール (Mina-Girl)
声 - なし
カプセル船を操縦する2人組。ビタボーイは体色が青で頭部の突起が1本、ミナガールは体色が赤で頭部の突起が2本。作中では2人をまとめて「ビタミン（Vitamins）」と表記することもある。
日本にいる博士からアメリカ西部に住むサブレ家に空輸で届けられ、サブレ家や周囲の人々などの免疫力を上げるため活動する。
サブレ家 (Sable Family)
パパ、ママ、ぼよ（男の子）、赤ちゃん、ビスケット（飼い犬）で構成される家族。本作の物語は主にこの一家の体内が舞台となる。
パパ (Dad, Mr. Sable)
声 - ザンダー・モーブス
ロケットの設計を手掛けるエンジニアで野球好き。テレビで野球観戦中にテレビが故障し、修理を試みても直らないことから苛立ちを見せる。
ママ (Mom, Mrs. Sable)
声 - ローレン・ランダ
空手の大会で優勝するほどの実力者。大会出場の直前で体調不良に陥り、カプセルを飲む。
ぼよ (Boy, Boyo Sable)
声 - ステファニー・シェー
獣耳フード付きのパーカーを着た男の子。楽しみにしていた遠足の前日に風邪をひき、ママから与えられたカプセルを飲み込む。
赤ちゃん (Baby, Baby Sable)
声 - クリスティーン・カバノス
常に仏頂面をしている赤ちゃん。床に落ちていた唐辛子のゴーストペッパーを口に入れてしまい、これを見たビタボーイとミナガールが急いでカプセル船に乗り体内に飛び込む。
ビスケット (Biscuit)
声 - 不明
サブレ家の飼い犬。テーブルに置いてあったチョコレートを食べて体調を崩し、ぼよがカプセルを飲ませる。
プロバイオティク (Pro-Biotic)
声 - カイジ・タン
「乳酸菌丸（Nyuusankin-maru）」という船を操縦する、自称「細菌侍（Bacteria warrior）」。ママのことを「奥方様（Lady of the Manor）」と呼ぶなどサブレ家に対する忠義に篤い。犬好きな一面もある。
当初、ママの体内で出会ったビタボーイとミナガールを敵と勘違いするが、誤解が解けてからは折に触れて助言をしつつ周辺で起きている異変について調査を行う。
本編クリア後には、プロバイオティクを操作キャラクターとする高難易度のモードがプレイ可能となる。
えんどう (Endo)
声 - ルシアン・ダッジ
緑の体色をしたサプリ小売業者。関西弁で話す。
ぼよの風邪を治そうと体内で活動していたところ細菌モンスターに襲われ、ビタボーイとミナガールに助けを求める。救出後は、プレゼントとしてカプセル船に「鉤爪ハンド」を取り付ける。
なお、プロバイオティクのモードでは、姿と口調がえんどうに類似しハットをかぶっている「ワカヤマテキサス（Wakayama Texas）」というキャラクターも登場するが関係性は不明。
DJドッグボーン (DJ Dog-Bone) / ヤングワン (Yung Wan)
声 - DJドッグボーン：Luke Alex Esquivel (A_Rival) / ヤングワン：なし
犬のような姿をしたミュージシャンのコンビ。DJドッグボーンはDJと名乗っているものの実際に担当しているのはMCで、相方のヤングワンがDJブースで黙々とディスクを回している。
ビスケットの体内で生配信ライブを行う予定だが、体内の調子が悪いことを気に掛けている。
エレクトロン (Elec-Tron)
声 - クリスティーン・カバノス
サブレ家のテレビの内部に広がる空間「テレビーシティー（Televy City）」で整備士を務める女の子。
電圧スパイクの発生で各所が故障したことを機に細菌モンスターが現れたため、修復現場へ向かう道中でのモンスターの撃退をビタボーイとミナガールに依頼する。
セレニウム (Selenium)
声 - ケイシ・モンジロ
世界の危機を予知し未然に防いできた一族の末裔にあたる予言者。先祖のように予知ができず自信を喪失している。
未来ある存在である赤ちゃんの体内に入りビタボーイとミナガールに出会うが、そうした中、地球に隕石が降り注ぐ未来を予知する。
マレディー (Meteor Malady)
声 - ローラ・ポスト
「細菌隕石」を地球に衝突させ滅ぼそうと企む存在で、新たな細菌を次々と生み出している、細菌たちの「母」。
人間の女性に近い姿でビタボーイとミナガールの前に現れ、後に一つ目の怪物に姿を変えて2人と対決する。

## 挿入歌
エンドクレジット掲載の楽曲から作詞・作曲（編曲）・歌手表記のあるものを記述。
plastic two-tone
作詞・作曲：Tommy Pedrini、歌：chiyoco
未知の世界 ～ The Unknowable World（Michi no Sekai ～ The Unknowable World）
作詞：Chiyoko Yamasato、作曲：Maddie Lim、歌：chiyoco
Deluxe Mama
作詞：Tommy Pedrini & Chiyoko Yamasato、作曲：Tommy Pedrini、歌：chiyoco
HAPPYなスカイ・チケット（Happy na Sky Ticket）
作詞：Tommy Pedrini & Chiyoko Yamasato、作曲：Tommy Pedrini、歌：Cats on Mars feat. chiyoco with Tom Pedrini III
Very Best Friend
作詞：Tommy Pedrini & A_Rival、作曲：Tommy Pedrini、歌：A_Rival
BONE踊り（Bone Odori）
作詞：Chiyoko Yamasato、作曲：Tommy Pedrini、歌：chiyoco
Lemon Syrup
作詞：Haru Shintani Montagna、作曲：James Montagna & Maddie Lim、歌：Haru Shintani Montagna
Break of Day
作詞：Adriana Figueroa、作曲：Julian ‘Zorsy’ Sanchez、歌：Adriana Figueroa
明日のメロディー（Ashita no Melody）
作詞：Chiyoko Yamasato、作曲：Maddie Lim、歌：chiyoco
Gummy Drop
作詞：Maddie Lim & Tommy Pedrini、作曲：Maddie “DJ Bouche” Lim、歌：Tommy Pedrini & Anton Bex
FREE ME
作詞：Tommy Pedrini & Laura Serafine、作曲：Tommy Pedrini、歌：Laura Serafine
くるり（Kururi）
作詞：Chiyoko Yamasato、作曲：Tommy Pedrini、歌：chiyoco
笑顔の舞う頃（Egao no Mau Koro）
作詞：Chiyoko Yamasato、作曲：Tommy Pedrini、歌：chiyoco
光矢印（Direction of the Light）
作詞：Chiyoko Yamasato、作曲：Julian Sanchez、歌：chiyoco
ビタミン音頭（Vitamin Ondo）
作詞：Chiyoko Yamasato、作曲：James Montagna & Tommy Pedrini、歌：Tommy Pedrini & Chiyoko Yamasato
Vitamin Hero Z
作詞：Tommy Pedrini & Chiyoko Yamasato、作曲：Tommy Pedrini、歌：Tommy Pedrini
隕石バイキング（Meteoric Royal Viking Buffet）
作詞：Tommy Pedrini & Chiyoko Yamasato、作曲：Tommy Pedrini、歌：Tommy Pedrini, Chiyoko Yamasato, Michaela Nachtigall, & Brian Burwell
She Arrived by Train
作詞・作曲：Tommy Pedrini、歌：Anton Bex & Brian Burwell
さらばいきん（Sarabaikin）
作詞：Tommy Pedrini & Chiyoko Yamasato、作曲：Tommy Pedrini、歌：Tommy Pedrini & Chiyoko Yamasato
Picnic
作詞：萩原英一、編曲：Tommy Pedrini、歌：Tommy Pedrini & Chiyoko Yamasato

## 開発
本作は、Nintendo Switchのコントローラ「Joy-Con」に搭載されているモーションコントロール、モーションIRカメラ、HD振動などの機能を最大限に活用することが開発コンセプトとなっている。また、Joy-Conは縦持ち・横持ちの両方が可能なことから、2人のプレイヤーが異なる持ち方をしてそれぞれ独自の役割を担いながら互いに協力するというスタイルも取り入れられている。これらの仕様から最適なゲームプレイを考える中で船を一緒に操縦するというアイデアが生まれ、さらに、Joy-Conがツートンカラーを用いていることからビタミンカプセルのアイデアが浮かび、そこからビタミンコネクションの世界観が確立された。
前述のように、本作のBGMには多くのボーカルトラックが使用されている。本作ディレクターのJames Montagnaと音楽制作チーム「Mint Potion」メンバーのTommy Pedriniはピチカート・ファイヴやFantastic Plastic Machineが好きであることから渋谷系にインスパイアされた楽曲が含まれ、そのほかMint PotionのMaddie Limが中田ヤスタカに影響を受けて制作した楽曲など、ジャンルは多岐にわたっている。こうした音楽スタイルについてMontagnaは、『塊魂』や『ジェットセットラジオ』のサウンドトラックに並び立つことを目指したと語っている。なお、ゲームプレイ中にビタミンビームを発射すると、BGMに新規パートが加わる仕掛けが施されている。